# Torre Alháquime
Torre Alháquime este un municipiu în provincia Cádiz, Andaluzia, Spania cu o populație de 912 locuitori.
1. ↑  Nomenclátor Geográfico de Municipios y Entidades de Población (20240402 edition)